# Elite (entreprise)
Pour les articles homonymes, voir Elite.
"La promesse de bien dormir"

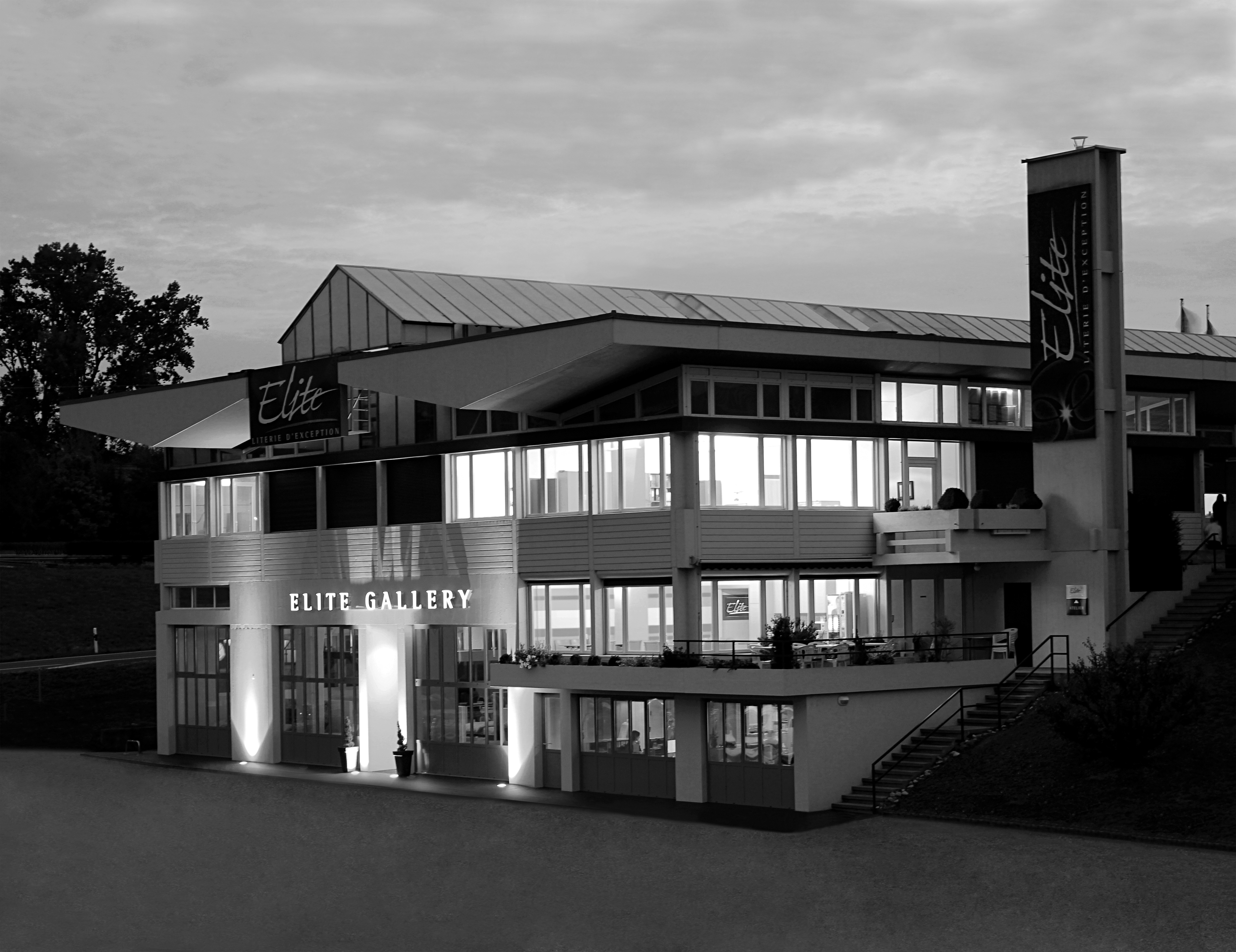
Le siège d’Elite à Aubonne, dans le canton de Vaud.

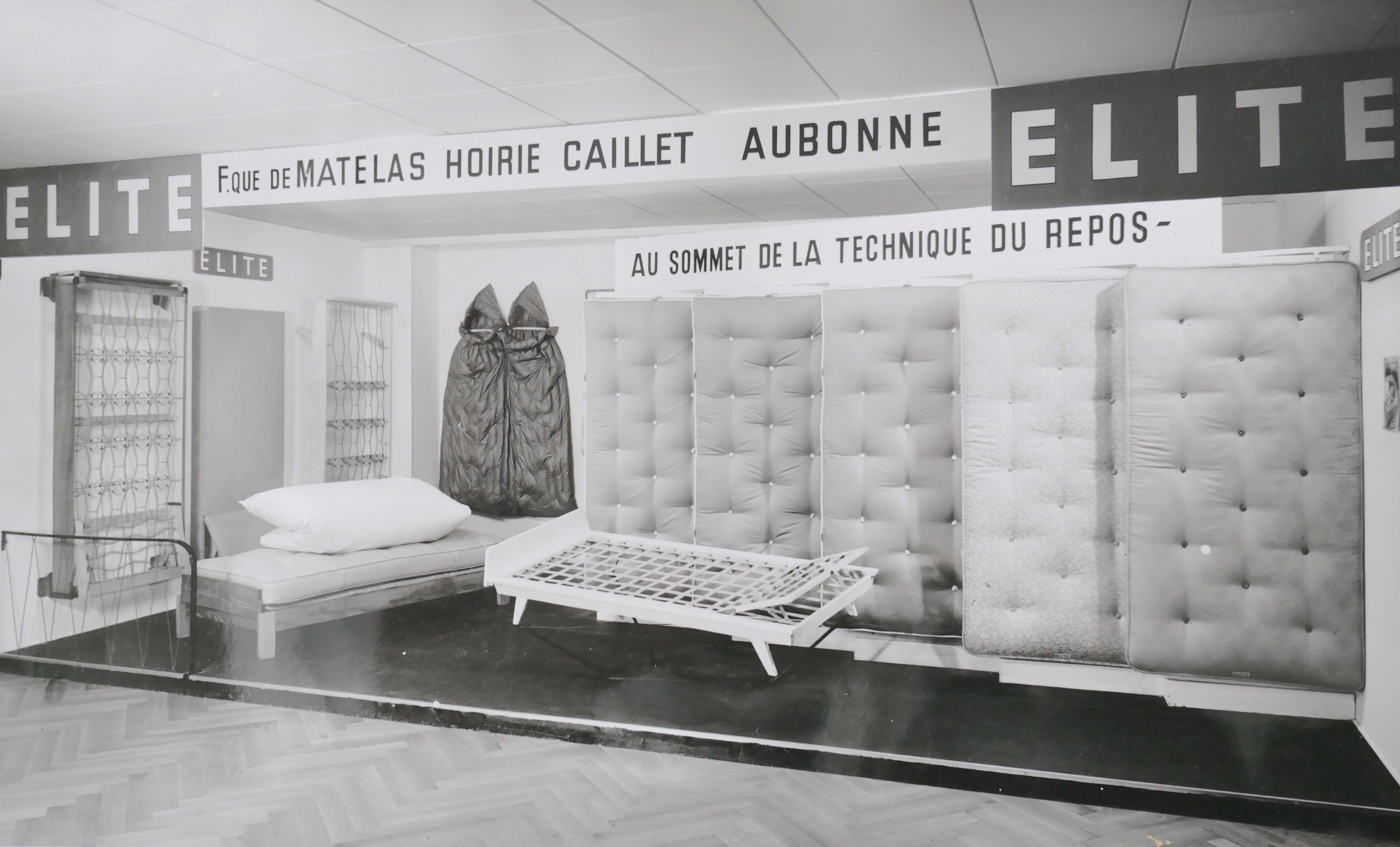
Stand d'exposition Elite dans les années 1960.

L'entreprise Elite SA est une manufacture suisse de lits et de matelas haut de gamme située à Aubonne, dans le canton de Vaud.

## Histoire
L'entreprise est fondée en 1895 par Jules-Henri Caillet (1868-1939) sous le nom de « Jules Caillet, Sellerie civile et militaire » à Yens dans le canton de Vaud. Jules Caillet est membre de la Société vaudoise des maîtres selliers. 
En 1896 naît Robert Caillet qui fait son apprentissage comme sellier-tapissier dans la maison familiale. En 1921, la famille Caillet déménage à Aubonne.  Robert travaille avec son père dès 1916. L'entreprise de sellerie sise à la rue du Lignolat à Aubonne s'appelle alors « J. Caillet et fils ». Robert Caillet épouse Yvonne, née Fillettaz (1906-1991), en 1928. De ce mariage naissent trois enfants: Marianne en 1929, Maurice en 1932 et Edith en 1939. 
L'entreprise s'agrandit en 1928 et se diversifie avec la production d'articles de sport et l'exploitation d'une carrosserie; elle se nomme dorénavant « Maison R. Caillet ». 
À la fin de la Seconde Guerre mondiale, Robert Caillet acquiert la fabrique de matelas Elite à Caslano, dans le canton du Tessin, alors en grande difficulté financière. Cette société détenait un brevet qui protégeait un procédé original de montage de matelas à ressorts, grande nouveauté après-guerre. Le 9 novembre 1948, Robert Caillet meurt à l'âge de 52 ans. Yvonne Caillet reprend les rênes de l'entreprise qui devient l'« hoirie Caillet », elle est activement secondée par sa fille aînée Marianne. En 1949, elle rapatrie la production de matelas du Tessin à Aubonne. En 1953, Maurice Caillet reprend officiellement l'entreprise à 21 ans; Yvonne Caillet continue à travailler à l'entreprise, bientôt rejointe par Edith, sa fille cadette. 
En 1964 est construit l'actuel site de production de lits et matelas dans la zone industrielle « En Roveray » à Aubonne. En 1965, l'hoirie devient la société anonyme « Établissement R. Caillet SA ». L'entreprise compte une quarantaine d'employés en 1970. Elle produit les articles de literie « Elite » (sommiers rembourrés, matelas à ressorts, têtes de lit rembourrées, couvre-lits, édredons, oreillers et sacs de couchage) et poursuit parallèlement une activité de carrosserie. À la fin des années 1970, Edith reprend l’entreprise et, après une augmentation de capital, en devient l'actionnaire majoritaire. En 1983, le fils de Marianne alors âgé de 18 ans, Paolo A. Cesa, rejoint l'entreprise familiale, jusqu'en 2006, date de son départ.
En 2006, Edith Caillet, représentante de la troisième génération, sans successeur direct, vend l'entreprise à François Pugliese, alors dirigeant de Honda Suisse. François Pugliese s'engage à maintenir le site de production à Aubonne. Il mène une profonde restructuration de l’entreprise et crée « Elite SA » dont le but est la production et la commercialisation d'articles de literie et de mobilier. Elite SA devient le locataire des locaux commerciaux de l'Établissement R. Caillet SA. François Pugliese perpétue le savoir-faire séculaire et artisanal des maîtres selliers, tapissiers, menuisiers et entreprend de moderniser l'appareil de production. Les locaux de production sont transformés et en 2009 s'ouvre le premier showroom Elite Gallery, sous l'atelier de production.
En 2011, les matelas Elite obtiennent la certification de l'Écolabel européen. La même année s'ouvre le showroom Elite Gallery de Paris. 
En 2012, Elite est classée 5e dans le classement des PME romandes établi annuellement par le magazine Bilan.
En 2017, l’entreprise lance le Elite Design Awards, un concours international de design destiné à tous les créatifs et designers dans le but de réfléchir au lit et à sa fonction dans son ensemble, tout en conjuguant esthétisme, design et confort.
Elite fait partie du groupe Elite & Co, un groupe d’entreprises spécialisées dans l’architecture, l’agencement d’intérieur et l’ameublement haut de gamme. Elite & Co compte dans son conglomérat Behr, Passion Cuisine et Strehl. Ces entreprises ont été acquises au fil des années par François Pugliese dans le but de proposer un service global d’aménagement d’intérieur et permettre la diversification d’activités dans des domaines connexes.

## Production
La production des matelas est divisée en quatre segments de consommation distincts: les particuliers, l'hôtellerie, le yachting et le domaine de la santé. Tous les matelas sont produits en 3 fermetés et peuvent faire l'objet d'une adaptation sur mesure. La spécialité de la maison est le matelas à ressorts ensachés et le sommier tapissier, sommier rembourré de type boxspring. Cette production s'étend au travail de tapisserie et à la création de têtes de lit et de cadres de lit sur mesure. Aujourd'hui encore, la production se fait entièrement à Aubonne.

## Innovation
En 2012, Elite développe un nouveau modèle économique pour l'hôtellerie: le Smart Lease dans lequel le matelas n'est plus vendu mais mis à disposition de l'hôtel contre un tarif de location à l'utilisation; il est muni d'une puce qui enregistre son utilisation, l'hôtelier ne payant qu'en cas de lit utilisé. Ce système, basé sur la durabilité du produit vendu et non sur son obsolescence, se réfère à l'économie circulaire ou économie de fonctionnalité. Cette innovation permet à Elite d’opérer un tour de force dans l’industrie hôtelière.
En avril 2016, Elite présente au Salon international du meuble de Milan sa dernière innovation: le Woodenboxspring. Après des mois de recherche et développement en partenariat avec la Haute École spécialisée bernoise (BFH), l'entreprise produit un sommier tapissier composé des ressorts intégralement faits en bois. Décliné en 2 sortes, le Woodenboxspring Vincennes et le Woodenboxspring Trianon, ce nouveau lit « all in one » combine cadre et sommier. Unique sur le marché, sa suspension en bois suisse offre des caractéristiques de confort et de résistance similaires aux ressorts métalliques utilisés dans le Boxspring original d’Elite. Les ressorts du Woodenboxspring s’articulent dans tous les sens; la compression progressive permet à la fois un soutien optimal du matelas et un confort accru pour le dormeur, le sommier contribuant à 30% au confort et au soutien du dos. Sommier tapissier 100% naturel et durable, le Woodenboxspring s’inscrit dans la démarche environnementale d’Elite.

## Engagement
Elite est reconnue pour sa production artisanale qui favorise l'utilisation de matières naturelles, durables et de qualité supérieure. 
Depuis 2011, l'entreprise est certifiée par l’Écolabel européen. L'Écolabel a permis de certifier et valider tous les composants utilisés lors de la fabrication des matelas. Ces éléments correspondent aux normes européennes et sont garantis de bonne qualité et sans danger pour la santé et l’environnement. 
Créé en 1992, l’Écolabel est le seul label écologique officiel européen utilisable dans tous les pays membres de l’Union européenne. Ce label écologique communautaire repose sur le principe d’une « approche globale qui prend en considération le cycle de vie du produit à partir de l’extraction des matières premières, la fabrication, la distribution, et l’utilisation jusqu’à son recyclage ou son élimination après usage ». La qualité et l’usage sont également pris en compte. Il distingue des produits respectueux de l’environnement. Ses critères garantissent l’aptitude à l’usage des produits et une réduction de leurs impacts environnementaux tout au long de leur cycle de vie. Il concerne à la fois le produit et son emballage. Avec l’Écolabel, toute la chaîne de production est sous un contrôle rigoureux.
Les partenaires fournisseurs sélectionnés par Elite sont eux aussi étroitement engagés dans cette démarche. Chacun dans son secteur suit des recommandations strictes et garantit, par le biais de différents labels de branche, la qualité et l’empreinte écologique de ses matières premières fournies à Elite.
Dans le cadre de l’Écolabel, tous les matelas ont également été reconnus et certifiés par l’institut spécialisé TÜV LGA en Allemagne. Il ressort de ces tests que les produits Elite sont de qualité supérieure car ils obtiennent après 30'000 cycles (environ 8 à 10 ans d’utilisation) des résultats exceptionnels: pour des matelas de confort souple à mi-ferme, la perte de fermeté s’élève entre 0 et 6% au maximum selon le modèle. 

## Points de vente
Suisse
- Aubonne
- Lausanne
- Sion
- Verbier
- RIehen
- Zurich
- Lucerne
- Gstaad
- Genève
- Bâle
- St. Moritz
- Crans-Montana
- Berne
- Lugano
- Neuchâtel

Europe
- Paris
- Milan

Asie
- Shanghai

Elite compte également des revendeurs aux quatre coins du globe; en France, en Allemagne, en Grande-Bretagne, en Italie, au Liechtenstein, en Ukraine, en Russie, en Chine, en Iran, aux Émirats Arabes Unis et en Afrique du Sud.